# 엿보는 자들의 밤
《엿보는 자들의 밤》(The Changeling)은 애플 TV+에서 2023년 9월 8일부터 방영 중인 드라마이다. 빅터 러밸의 2017년 동명 소설이 원작이다. 태어난 아이가 뒤바뀌었다고 주장하던 아내가 사라지자 남편이 아내를 찾아다니며 깊게 도사린 음모를 파헤쳐나간다.
1825년 8월 6일 노르웨이에서 52명이 종교 박해를 피해 소형 범선 레스토레이션을 타고 도주해 미국으로 건너왔다는 일화가 라이트모티프로 쓰인다.

## 출연
- 러키스 스탠필드 - 어폴로 카과 역. 중고서적상.
- 애디나 포터 - 릴리언 역. 카과 어폴로의 어머니.
  - 알렉시스 라우더 - 젊은 릴리언 카과 역
- 클라크 바코 - 에마 "에미" 밸런타인 역. 어폴로의 임신한 아내.
- 새뮤얼 T. 헤링 - 윌리엄 휠러 역. 어폴로에게 협조하는 친구.
- 재러드 에이브러햄슨 - 브라이언 웨스트 역. 가석방 담당관, 어폴로의 아버지, 릴리언의 남편.
- 어미라 밴 - 킴 밸런타인 역. 에마의 유일한 가족인 여형제.
- 맬컴 배럿 - 퍼트리스 그린 역. 어폴로의 절친, 퇴역 군인, 애서가.
- 에미 콜리가도 - 칼로타 역
- 대프니 루빈베가 - 오티즈 부인 역
- 조리스 자스키 - 샘 밸런타인 역
- 제인 캐즈매럭 - 캘 역